# Garyville
Garyville és una població dels Estats Units a l'estat de Louisiana. Segons el cens del 2000 tenia 2.775 habitants.

## Demografia
Segons el cens del 2000, Garyville tenia 2.775 habitants, 913 habitatges, i 717 famílies. La densitat de població era de 51,2 habitants/km².
Dels 913 habitatges en un 36,7% hi vivien nens de menys de 18 anys, en un 48% hi vivien parelles casades, en un 24,9% dones solteres, i en un 21,4% no eren unitats familiars. En el 17,9% dels habitatges hi vivien persones soles el 8,4% de les quals corresponia a persones de 65 anys o més que vivien soles. El nombre mitjà de persones vivint en cada habitatge era de 3,03 i el nombre mitjà de persones que vivien en cada família era de 3,48.
Per edats la població es repartia de la següent manera: un 30,8% tenia menys de 18 anys, un 10,1% entre 18 i 24, un 26,8% entre 25 i 44, un 21% de 45 a 60 i un 11,3% 65 anys o més.
L'edat mediana era de 33 anys. Per cada 100 dones de 18 o més anys hi havia 86,1 homes.
La renda mediana per habitatge era de 29.375 $ i la renda mediana per família de 34.155 $. Els homes tenien una renda mediana de 34.639 $ mentre que les dones 21.154 $. La renda per capita de la població era d'11.998 $. Entorn del 24,1% de les famílies i el 28% de la població estaven per davall del llindar de pobresa.

## Poblacions més properes
El següent diagrama mostra les poblacions més properes.